# Stunnel
Stunnel è un software libero multi-piattaforma, usato per fornire un servizio TLS/SSL universale.
Stunnel può essere utilizzato per fornire connessioni sicure per client e server che non supportano nativamente TLS o SSL. Funziona su vari sistemi operativi, tra cui la maggior parte dei sistemi Unix-like e Windows. Utilizza una libreria separata come OpenSSL o SSLeay per implementate i sottostanti protocolli TLS o SSL.
Se linkata alla libwrap, può essere configurata in modo da agire da proxy-firewall.
Stunnel è sviluppato da Michal Trojnara e Brian Hatch. Distribuito sotto licenza GPL.
Dalla v5.50 in avanti, viene solo più distribuito ufficialmente in versione 64bit; altre fonti non ufficiali distribuiscono ancora la versione a 32bit.